# Calle (Bücken)

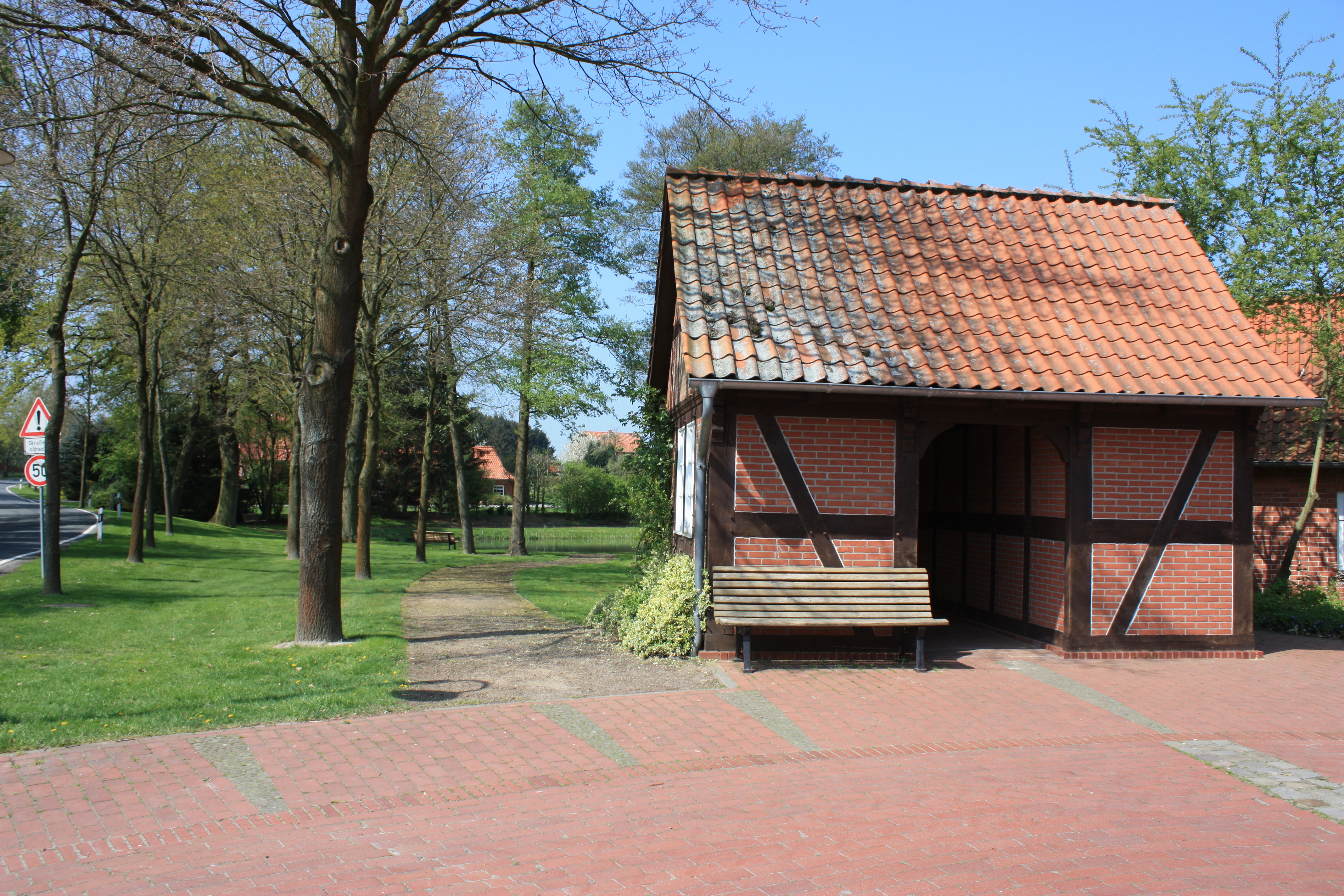
Ortsmitte

Calle ist ein Ortsteil des Fleckens Bücken im Landkreis Nienburg/Weser in Niedersachsen (Deutschland).

## Geografie
Calle liegt 25 km nordwestlich der Kreisstadt Nienburg/Weser zwischen Bremen (46 km) und Hannover (74 km). Der größte Teil des Ortes liegt auf einem Sandrücken am Rande des alten Weser-Urstromtals.
Das Dorf Calle ist 4,7 km² groß und hat ca. 200 Einwohner.

## Geschichte
1190 wird Calle in einer Urkunde Papst Clemens III. erwähnt. Dass Calle viel älter ist zeigen prähistorische Hügelgräber aus der Bronzezeit, die im Ortsgebiet zu finden sind. Von 1677 bis 1964 gab es eine Schule in Calle. Seit dem 1. März 1974 ist Calle ein Ortsteil der Gemeinde Bücken.

## Sehenswürdigkeiten

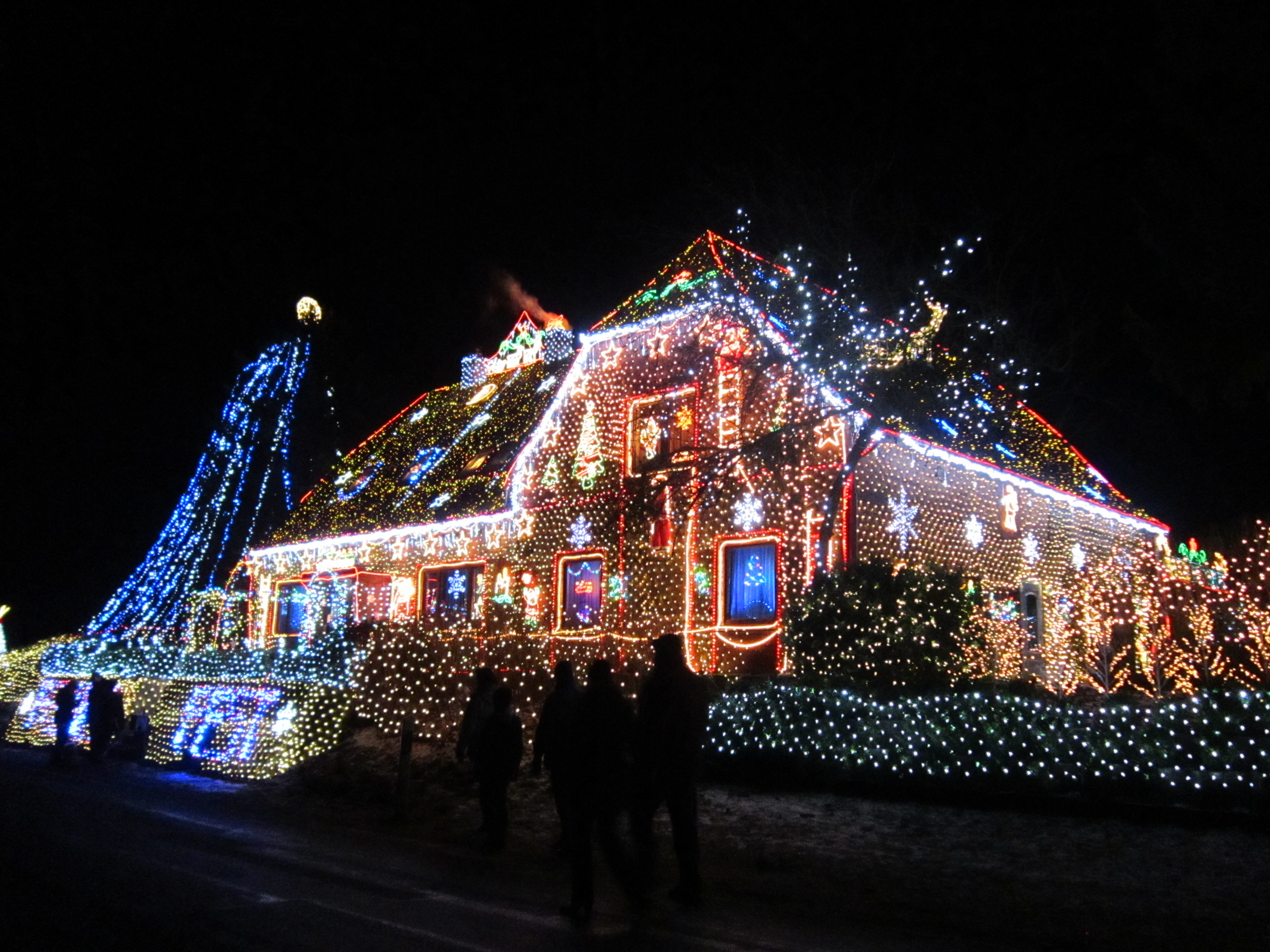
Weihnachtshaus

- Das Weihnachtshaus, ein Haus an der Straße von Bücken nach Asendorf,  wird in der Adventszeit hergerichtet. Mit 450.000 Lichtern gilt es als das größte Weihnachtshaus  Europas.[2] Dieses wurde jedoch im Winter 2023 zum letzten Mal erleuchtet.[3]

### Baudenkmale

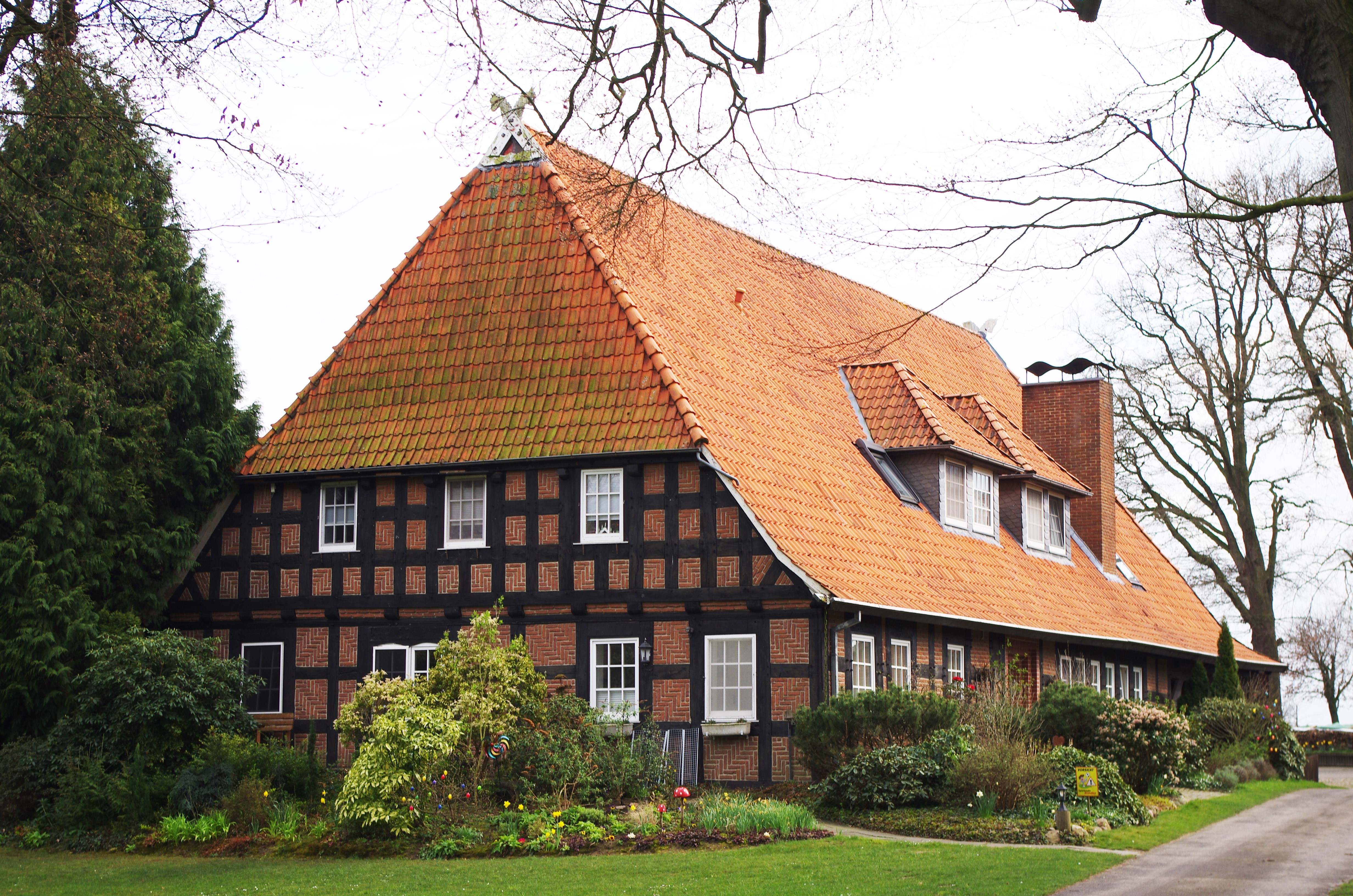
Fletthof

In der Liste der Baudenkmale in Bücken sind für Calle zwei Baudenkmale aufgeführt, darunter:
- Das denkmalgeschützte Wohnhaus Calle 13 (Zum Fletthof) ist ein ehemaliges Wohn- und Wirtschaftsgebäude auf einem Hof von 1585.